# KWZT Mamut
Der KWZT Mamut (aus dem Polnischen Kołowy Wóz Zabezpieczenia Technicznego; wörtlich auf Deutsch: Radgetriebenes technisches Bergefahrzeug) ist ein polnisches Berge- und Abschleppfahrzeug auf der Basis des tschechischen Tatra 815-7. Er dient als fahrende Werkstatt und hat die Aufgabe, liegen gebliebene militärische Radfahrzeuge zu reparieren oder abzuschleppen.

## Entwicklungsgeschichte
Seit 2005 befinden sich schwere Radpanzer vom Typ KTO Rosomak im Dienst der polnischen Armee. Dies macht es erforderlich, dass es hinsichtlich der Performance ein äquivalentes Bergefahrzeug geben sollte. Die polnischen Firma Szczęśniak mit Zuschüssen des polnischen Verteidigungsministeriums nahm die Entwicklungsarbeit für den KWZT-1 Mamut auf. Im Jahr 2010 erfolgte die öffentliche Vorstellung, im Folgejahr die Evaluation von der polnischen Armee, in welche der KWZT-1 allerdings nicht übernommen worden ist. Die Version KWZT-2 wurde speziell für eine Ausschreibung Saudi-Arabiens im Jahr 2015 entworfen, welche über ein deutlich reduziertes Leergewicht verfügt, weil bestimmten Bergetechnik nicht verbaut wurde. Der aktuelle Stand bzgl. der Beschaffung ist nicht bekannt. Die Version KWZT-3 wurde den Anforderungen der tschechischen Armee angepasst. Eine geringe Anzahl befindet sich im Einsatz.

## Technik
Der KWZT Mamut basiert auf dem Fahrgestell des vierachsigen tschechischen Militärlastwagens Tatra 815-7Z0R9T 44 440 8×8.1R. Dieses Fahrzeug wurde speziell für den Einsatz in extremen klimatischen Bedingungen entwickelt. Die Besatzung des KWZT Mamut bietet auch einen Wartungsservice und führt einfache Reparaturen im Feld durch.
Die Bergetechnik umfasst zwei Haupt- und eine Hilfswinde sowie einen hydraulischen Kran des Typs HMF8520 K2, der aus einer Entfernung von bis zu 60 Metern ferngesteuert werden kann. Der Kran der dänischen Firma HMF vermag 12.000 kg um 3,5 m anzuheben. Bei maximalem Auslageradius von 8,4 Metern kann der Kran noch 5.200 kg anheben. Die beiden Hauptwinden konnten insgesamt maximal 48 Tonnen ziehen, die Seillänge beträgt jeweils 100 Meter. Zudem verfügt der Mamut über ein frontseitig angebrachtes Räumschild. Es kann als „Erdanker“ für Windenarbeiten oder in begrenztem Umfang für kleinere Erdarbeiten eingesetzt werden. Mithilfe einer Abschleppbrille am Heck des KWZT Mamut können Radfahrzeuge mit einer Gesamtmasse von 44 Tonnen gezogen werden, wobei ein Anhub von maximal 14 Tonnen möglich ist.
Der KWZT-1 verfügt über eine Schweißausrüstung und kann Ersatzteile mitführen. Außerdem kann es Kraftstoff aus den beschädigten Fahrzeugen pumpen und in betriebsbereite Fahrzeuge befördern.
Der KWZT Mamut wird von einem Deutz TCV 2015 V08-Dieselmotor mit 440 kW angetrieben, der mit einem Automatikgetriebe verbunden ist. Alternativ kann auch ein Dieselmotor von Tatra verbaut werden. Das Fahrzeug verfügt über eine einzigartige Tatra-Einzelradaufhängung mit schwingenden Halbachsen. Jedes Rad bewegt sich unabhängig voneinander auf und ab, was eine sehr gute Geländegängigkeit und höhere Geschwindigkeiten auf unbefestigten Straßen garantiert. Dieses Fahrwerk wurde von Tatra ständig weiterentwickelt und verbessert.
Das Führerhaus, in welchem bis zu fünf Personen Platz finden, ist nach dem NATO-Standard STANAG 4569 (Level  2/2a,b protection) gepanzert und bieten Schutz gegen Beschuss aus Handwaffen, Minen und unkonventionellen Spreng- und Brandvorrichtungen.